# Тучемский, Лев Ипполитович
Лев Ипполитович Тучемский (16 сентября 1942 — декабрь 2023) — советский и российский учёный в области мясного птицеводства, член-корреспондент РАСХН (2003), член-корреспондент РАН (2014).

## Биография
Родился 16.09.1942 г. в с. Никольский хутор Городищенского района Пензенской области. Окончил Саратовский зооветеринарный институт (1964).
В 1966—1973 гг. работал зоотехником, главным зоотехником, заместителем директора Государственного племенного птицеводческого завода «Маркс». С марта по октябрь 1973 г. младший научный сотрудник Всесоюзного н.-и. и технологического института птицеводства. В 1973—1975 главный зоотехник, заместитель директора птицеводческого госплемзавода «Конкурсный».
С 1975 г. директор птицеводческого племзавода «Смена» ГНУ «Племптица» ВАСХНИЛ (РАСХН).
Автор и соавтор 7 кроссов птицы, в том числе 6 бройлерных, последний из которых «Смена-4» занимает около 40 % в структуре российского бройлерного производства.
Впервые применил в мясном птицеводстве метод многоразового прилития крови генетического материала зарубежной селекции.
Доктор с.-х. наук (1995), член-корреспондент РАСХН (2003), член-корреспондент РАН (2014).
Заслуженный работник сельского хозяйства Российской Федерации (1996). Дважды лауреат премии Совета Министров СССР (1984, 1990), лауреат Государственной премии Российской Федерации (2001). Награждён орденами Трудового Красного Знамени (1982), «Знак Почёта» (1977), 2 медалями.
Опубликовал около 100 научных работ, в том числе 15 книг и брошюр. Получил 27 авторских свидетельств на изобретения.
Скончался в декабре 2023 года. Похоронен на кладбище в деревне Дерюзино Сергиево-Посадского района Московской области.

## Основные работы
- Рекомендации по работе с птицей кросса «Гибро-6» селекции ППЗ «Смена» / соавт.: Е. А. Безусов, Г. В. Гладкова. — Загорск, 1986. — 31 с.
- Технология выращивания крупных мясных цыплят для глубокой переработки мяса: метод. рекомендации / соавт.: В. И. Фисинин, Т. А. Столляр. — Сергиев Посад, 1994. — 34 с.
- Технология выращивания высокопродуктивных цыплят-бройлеров. — Сергиев Посад, 2001. — 203 с.
- Селекция мясных кур госплемзавода «Смена» / соавт.: К. В. Злочевская и др. — Сергиев Посад, 2002. — 308 с.
- Опыт работы бройлерной научно-производственной системы «Смена» / соавт.: С. М. Салгереев и др. — Сергиев Посад, 2005. — 148 с.